# De adentro pa' fuera
De adentro pa' fuera (estilizado como DAPA) es el tercer álbum de estudio del cantante colombiano Camilo. 
El álbum se caracteriza por el estilo musical variado de Camilo, donde hay una fusión con ritmos como el reguetón, el pop, la cumbia villera, la bachata y regional mexicana entre otras. Asimismo el 6 de septiembre de 2022, el álbum se estrenó junto a su sencillo «Aeropuerto».
De este álbum, se desprenden algunos éxitos como: «Pesadilla», «Pegao», «Alaska» y «NASA» entre otros. En este álbum, están incluidas las participaciones de Alejandro Sanz, Evaluna Montaner, Grupo Firme y Nicki Nicole entre otros. Algunos de los sencillos contó con la dirección y participación actoral de Evaluna, mientras que «Índigo» fue presentado como parte de la noticia del embarazo de Evaluna.

## Lista de canciones
| N.º   | Título                            | Duración |  |
| 1.    | «Aeropuerto»                      | 2:57     |  |
| 2.    | «Ambulancia» (con Camila Cabello) | 3:32     |  |
| 3.    | «Bebiendo sola» (con Myke Towers) | 2:59     |  |
| 4.    | «5:24»                            | 3:17     |  |
| 5.    | «De adentro pa' fuera»            | 3:09     |  |
| 6.    | «Alaska» (con Grupo Firme)        | 4:01     |  |
| 7.    | «Naturaleza» (con Nicki Nicole)   | 2:42     |  |
| 8.    | «NASA» (con Alejandro Sanz)       | 3:06     |  |
| 9.    | «Pegao»                           | 2:40     |  |
| 10.   | «Pesadilla»                       | 3:09     |  |
| 11.   | «Índigo» (con Evaluna Montaner)   | 3:32     |  |
| 30:40 |                                   |          |  |

## De Adentro Pa' Fuera Tour

### Fechas
| Fecha                    | Ciudad                    | País                 | Recinto                             |
| ------------------------ | ------------------------- | -------------------- | ----------------------------------- |
| Norteamérica             |                           |                      |                                     |
| 27 de agosto de 2022     | Nueva York                | Estados Unidos       | Radio City Music Hall               |
| 10 de septiembre de 2022 | Miami                     | Estados Unidos       | FTX Arena                           |
| 17 de septiembre de 2022 | Estero                    | Estados Unidos       | Hertz Arena                         |
| 18 de septiembre de 2022 | Orlando                   | Estados Unidos       | Amway Center                        |
| 21 de septiembre de 2022 | Edinburg                  | Estados Unidos       | Bert Ogden Arena                    |
| 22 de septiembre de 2022 | Sugar Land                | Estados Unidos       | Smart Financial Centre              |
| 24 de septiembre de 2022 | Dallas                    | Estados Unidos       | American Airlines Center            |
| 25 de septiembre de 2022 | San Antonio               | Estados Unidos       | Freeman Coliseum                    |
| 28 de septiembre de 2022 | Laredo                    | Estados Unidos       | Sames Auto Arena                    |
| 30 de septiembre de 2022 | El Paso                   | Estados Unidos       | Don Haskins Center                  |
| 2 de octubre de 2022     | San Diego                 | Estados Unidos       | Pechanga Arena                      |
| 14 de octubre de 2022    | Los Ángeles               | Estados Unidos       | Microsoft Theater                   |
| 15 de octubre de 2022    | Sacramento                | Estados Unidos       | Golden 1 Center                     |
| 16 de octubre de 2022    | San José                  | Estados Unidos       | SAP Center                          |
| 20 de octubre de 2022    | Toronto                   | Canadá               | Coca-Cola Coliseum                  |
| 23 de octubre de 2022    | Montreal                  | Canadá               | Place Bell                          |
| 28 de octubre de 2022    | Rosemont                  | Estados Unidos       | Allstate Arena                      |
| 30 de octubre de 2022    | Boston                    | Estados Unidos       | Agganis Arena                       |
| 3 de noviembre de 2022   | Reading                   | Estados Unidos       | Santander Arena                     |
| 4 de noviembre de 2022   | Fairfax                   | Estados Unidos       | EagleBank Arena                     |
| 5 de noviembre de 2022   | Greensboro                | Estados Unidos       | Greensboro Coliseum                 |
| 6 de noviembre de 2022   | Duluth                    | Estados Unidos       | Gas South Arena                     |
| 12 de noviembre de 2022  | San Juan                  | Puerto Rico          | Coliseo de Puerto Rico              |
| Latinoamérica            |                           |                      |                                     |
| 26 de noviembre de 2022  | Bogotá                    | Colombia             | Movistar Arena                      |
| 2 de diciembre de 2022   | Medellín                  | Colombia             | Plaza de Toros La Macarena          |
| 3 de diciembre de 2022   | Barranquilla              | Colombia             | Puerta de Oro - Centro de Eventos   |
| 7 de diciembre de 2022   | Bogotá                    | Colombia             | Movistar Arena                      |
| 21 de febrero de 2023    | Córdoba                   | Argentina            | Plaza de la Música                  |
| 24 de febrero de 2023    | Viña del Mar              | Chile                | Anfiteatro de la Quinta Vergara     |
| 25 de febrero de 2023    | San Francisco de Mostazal | Chile                | Arena Monticello                    |
| 1 de marzo de 2023       | Santiago                  | Chile                | Movistar Arena                      |
| 2 de marzo de 2023       | Santiago                  | Chile                | Movistar Arena                      |
| 4 de marzo de 2023       | Montevideo                | Uruguay              | Antel Arena                         |
| 5 de marzo de 2023       | Montevideo                | Uruguay              | Antel Arena                         |
| 7 de marzo de 2023       | Asunción                  | Paraguay             | SND Arena                           |
| 10 de marzo de 2023      | Buenos Aires              | Argentina            | Movistar Arena                      |
| 12 de marzo de 2023      | Rosario                   | Argentina            | Salón Metropolitano                 |
| 14 de marzo de 2023      | Santa Cruz de la Sierra   | Bolivia              | Estadio Real Santa Cruz             |
| 16 de marzo de 2023      | Lima                      | Perú                 | Arena 1                             |
| 18 de marzo de 2023      | Quito                     | Ecuador              | Coliseo General Rumiñahui           |
| 19 de marzo de 2023      | Guayaquil                 | Ecuador              | Coliseo Voltaire Paladines Polo     |
| 20 de abril de 2023      | Ciudad de Panamá          | Panamá               | Centro de Convenciones Amador       |
| 22 de abril de 2023      | Alajuela                  | Costa Rica           | Parque Viva                         |
| 27 de abril de 2023      | Ciudad de Guatemala       | Guatemala            | Explanada Cardales de Cayala        |
| 28 de abril de 2023      | Tegucigalpa               | Honduras             | Estadio Chochi Sosa                 |
| 29 de abril de 2023      | San Salvador              | El Salvador          | Estadio Cuscatlán                   |
| 4 de mayo de 2023        | Querétaro                 | México               | Auditorio Josefa Ortiz de Domínguez |
| 5 de mayo de 2023        | Mérida                    | México               | Foro GNP Seguros                    |
| 6 de mayo de 2023        | Cancún                    | México               | Estadio Beto Ávila                  |
| 12 de mayo de 2023       | Tijuana                   | México               | El Trompo                           |
| 13 de mayo de 2023       | Mexicali                  | México               | Ciudad Deportiva de Mexicali        |
| 25 de mayo de 2023       | Torreón                   | México               | Coliseo Centenario Torreón          |
| 3 de junio de 2023       | Santo Domingo             | República Dominicana | Pabellón de Volleyball              |